# 毋忘九一八国耻纪念碑
毋忘九一八国耻纪念碑，位于中国海南省海口市琼山区三角公园内。纪念碑是海南省唯一一座以九一八事变为题的同类建筑，落成于1931年12月，在抗日战争时期没有受到破坏。但是，到了2010年代，纪念碑被发现存在管理不善的问题，更在2018年遭到涂鸦破坏，现已修复。

## 历史
1931年，日本发动九一八事变，侵略中国，占领东三省。海南群众民情鼎沸，游行抗议日本侵华，又要求广东省政府修筑一座纪念碑，以示铭记国耻、激励抗日。海南政府顺应民众要求，指派琼山县建设局（琼山县即琼山区前身）局长王尊荣负责纪念碑项目，由他设计纪念碑造型及指挥施工，工程经费则由当地民众自发募捐。同年12月，毋忘九一八国耻纪念碑落成完工，成为海南唯一一座以九一八事变为题的纪念碑。
1939年2月，侵华日军占领海南岛，当地人民担忧日军会摧毁这个纪念碑，决定用薄土覆盖掉象征日本的碑底座，又用石灰混凝土遮盖碑身字样，从而让日军士兵无从得知纪念碑的意思，纪念碑因此得以免受破坏。1945年8月日本战败投降后，群众为纪念碑恢复原貌。
1983年，琼山县人民政府为纪念碑进行重建工程，并在纪念碑附近修建凉亭、曲廊等设施。

## 结构
纪念碑占地0.27公顷，碑体高4米，材料为钢筋混凝土。碑底座以水磨石打造而成，为直径4.6米的圆形，中心处有一个红色小圆形，外围圆环则呈灰白色，象征日本侵略者（日本国旗底色为白色，中央有红色圆形，恰好与底座设计一样）。碑身竖立于底座中央的红色小圆形，看起来就像利剑戳向日本国旗，象征中国人民反抗日本侵略。碑身由主柱和三个构件组成：主柱为六角柱体，朝外的三面刻上“毋忘九一八国耻纪念碑”字样，白底蓝字；这三个刻字的侧面各自附着三个构件，代表日本占领的东北三省。由于三个构件的形状经过特意设计，纪念碑正面形状刚好构成竖着写的“东北”两字。

## 保护
毋忘九一八国耻纪念碑在1986年9月17日列入县级文物保护单位，其后列为海口市文物保护单位。2015年11月24日列入第三批海南省文物保护单位。
2004年，南方网报道指，纪念碑附近一带出现极为混乱的情况，各种商贩在碑四周设立售货摊，场面杂乱，还有市民在旁边小便，令纪念碑一带充满尿骚味。报道引述附近居民指，如此混乱景象已经持续一段长时间，未见有政府部门出手管理。
2018年9月18日（九一八事件纪念日），《海南日报》记者发现纪念碑遭到涂鸦，碑身多处出现用蓝色笔绘画的简单图案，疑似由儿童所为。报道还指，纪念碑周围的保护围栏日久失修，大部分铁链已经断掉，以致有市民随意坐在碑体构件上。此事经传媒报道后引起社会激烈反响，多家全国性媒体转载这个消息。海南省和海口市的文物管理部门旋即表示关注，琼山区文体局随后派员修复纪念碑，把涂鸦全数清除掉，又为保护围栏换上新的铁链。不过，记者到现场观察，发现仍然有市民坐在纪念碑上。